# Michal Kováč
Michal Kováč (Ľubiša, Checoslovaquia; 5 de agosto de 1930-Bratislava, Eslovaquia; 5 de octubre de 2016) fue un político eslovaco y primer presidente de Eslovaquia entre 1993 y 1998. Falleció el 5 de octubre de 2016 a los 86 años de edad tras sufrir la enfermedad de Parkinson.